# Diacyclops insularis
Diacyclops insularis – gatunek widłonoga z rodziny Cyclopidae, nazwa naukowa gatunku została po raz pierwszy opublikowana w 1982 roku przez ukraińskiego zoologa Władysława Monczenkę.